# 東板橋公園
東板橋公園(ひがしいたばしこうえん)は、東京都板橋区板橋の、石神井川と国道17号の間に広がる住宅街の中にある、中規模の区立公園。園内は、動物と遊べる「板橋こども動物園」と公園の二つに大きく分かれ、遊具があって自由に遊べるのは野球場に近いエリア。運動場は、板橋区立東板橋公園運動場が正式名称である。

## 主要な施設
- こども動物園、野球場、テニスコートなどがあり、施設が充実している。芝生公園のまわりには遊具もある[2]。板橋こども動物園は、1975年に開園、施設の老朽化で改修のため、2018年7月から閉園していたが、2020年12月にリニューアルオープンした。こども動物園には、高島平分園がある[3]。

## 所在地
東京都板橋区板橋3丁目50番1号

## アクセス
- 都営三田線 板橋区役所前駅より徒歩10分

## 近隣の施設
- 板橋区立東板橋図書館
- 板橋区立金沢小学校